# Markus Dupree
Markus Dupree (Leningrado, actual San Petersburgo; 31 de mayo de 1988) es un prolífero actor pornográfico y director de cine ruso, ganador de varios Premios AVN y XBIZ de la industria del cine para adultos.

## Biografía
Dupree, nombre artístico de Aleksey Yurievich Maetny (en ruso: Алексей Юрьевич Маетный), nació en mayo de 1988 en la ciudad de Leningrado, en los últimos años de la Unión Soviética. Asistió al Instituto de Comercio Internacional, Economía y Derecho de San Petersburgo, donde se graduó en economía y finanzas.
Como actor, ha grabado para los principales estudios de la industria tanto europeos como estadounidenses, como el conglomerado Vixen Group (Vixen, Tushy y Deeper), Devil's Film, Mile High, Evil Angel y Elegant Angel, Reality Kings, Tug Zone, Video Marc Dorcel, Brazzers, Analized, Bang Bros, Jules Jordan Video, Pure Play Media, Naughty America, Girlfriends Films, Juicy Entertainment, Digital Playground, Burning Angel, Hard X, Vogov, New Sensations, DDF, Archangel, Zero Tolerance, Wicked Pictures, Private Media Group, Adam & Eve, Twistys, Porn Fidelity, SexArt o Third Degree Films, entre otros tantos.
Debutó como actor pornográfico en el año 2008, con 20 años, siendo su primera película como tal 18 Year Old Pussy 14, del estudio Devil's Film. Dupree apareció con el alias Markus, y trabajó con los también actores rusos Solne, Lara Page, Margo, Lana, Mary Rouge y Timo Hardy. En 2009 Dupree continuó trabajando con Devil's Film protagonizando 17 películas a lo largo del año. En el año 2010 firmó un nuevo contrato con las firmas Evil Angel y 21sextury Network. A partir de febrero de 2010 Dupree protagonizó la serie de películas, también de Devil's Fil, University Gang Bang. A partir de 2011, el trabajo de Dupree aumentó notablemente, multiplicándose sus apariciones en diversas producciones. En 2012 hizo su debut con el estudio Kink.com protagonizando 11 películas. De 2012 a 2014, Dupree filmó 634 películas.
En 2014, Dupree comenzó a ver el éxito de los premios de la industria. En la XXXI edición de los premios AVN, Dupree recibió sus tres primeras nominaciones en los premios, a la Mejor escena de sexo en producción extranjera por Cayenne Loves Rocco y Hose Monster 5 y a la Mejor escena escandalosa de sexo por XXX Fucktory. En 2015 Dupree protagonizó Footballers’ Housewives, una película francesa del estudio Marc Dorcel, que le valió una nominación al año siguiente también a Mejor escena de sexo en producción extranjera.
En 2017, en la 34.ª edición de los premios AVN, Dupree ganó el galardón a la Mejor escena de doble penetración, junto a Mick Blue y Abella Danger, por su actuación en Abella. Dupree también fue nominado para el premio al Artista masculino del año, y ganó el premio a la Mejor escena escandalosa de sexo por Holly Hendrix’s Anal Experience con Adriana Chechik y Holly Hendrix. Ese mismo año fue nominado al Artista masculino extranjero del año en los Premios XBIZ. En 2018 Dupree comenzó a dirigir películas para el estudio VogoV, con el que firmó un contrato de exclusividad.
Ha rodado más de 2900 películas como actor, y ha grabado más de 40 como director.
En el plano personal, en 2015 inició una relación sentimental con la actriz pornográfica española Bridgette B, con la que se casó al año siguiente. En 2019 ambos anunciaron su divorcio. Posteriormente, se le relacionó con la también actriz Autumn Falls, con la que comenzó a salir en abril de ese año.
En marzo de 2020 firmó un contrato de exclusividad con el estudio Brazzers.

## Premios
Durante su carrera ha conseguido multitud de nominaciones en los principales premios de la industria pornográfica, como son los premios AVN y los premios XBIZ. Al ser tan extensa la lista, se destacan aquellos galardones obtenidos por Markus Dupree.
Premios AVN
- Premio AVN (2017) a la Mejor escena de doble penetración por Abella, junto a Abella Danger y Mick Blue.
- Premio AVN (2017) a la Mejor escena escandalosa de sexo por Holly Hendrix’s Anal Experience, junto a Adriana Chechik y Holly Hendrix.
- Premio AVN (2018)[21] a la Mejor escena de doble penetración por Angela 3,[22] junto a Angela White y Mick Blue.
- Premio AVN (2018) a la Mejor escena de sexo anal por Anal Savages 3,[23] junto a Lana Rhoades.
- Premio AVN (2018) a la Mejor escena de sexo en grupo por Angela 3, junto a Angela White, Mick Blue, Xander Corvus, Toni Ribas y John Strong.
- Premio AVN (2019)[24] a la Mejor escena de trío Mujer-Hombre-Mujer por The Corruption of Kissa Sins,[25] junto a Angela White y Kissa Sins.
- Premio AVN (2020)[26] a la Mejor escena de gangbang por Angela White: Dark Side,[27] junto a Angela White, Mick Blue, Steve Holmes, Prince Yahshua, Jon Jon, John Strong, Robby Echo1, Eric John, Rob Piper, Mr. Pete y Eddie Jaye.
- Premio AVN (2020) a la Mejor escena de doble penetración por I Am Riley,[28] junto a Riley Reid y Ramón Nomar.
- Premio AVN (2020) a la Mejor escena de trío Hombre-Mujer-Hombre por Jules Jordan's Three Ways,[29] junto a Autumn Falls y Jules Jordan.
- Premio AVN (2021) a la Mejor escena de gangbang por Adriana Chechik’s Extreme Gangbang,[30] junto a Adriana Chechik, Alex Jones, Eddie Jaye, John Strong, Rob Piper y Scotty P.

Premios XBIZ
- Premio XBIZ (2018)[31] a la Mejor escena de sexo en película gonzo por Fucking Flexible 2,[32] junto a Abella Danger.